# Solenostomus cyanopterus
Espèce
Synonymes
- Solenichthys paegnius (Jordan & Thompson, 1914)
- Solenichthys raceki Whitley, 1955
- Solenostoma cyanopterus Bleeker 1854
- Solenostomatichthys bleekeri (Duméril, 1870)
- Solenostomus bleekerii Duméril, 1870
- Solenostomus cyanopterus Bleeker, 1854 Bleeker, 1854
- Solenostomus paeginus Jordan & Thompson, 1914

Statut de conservation UICN

 LC  : Préoccupation mineure
Le Poisson-fantôme robuste ou Poisson-fantôme moucheté (Solenostomus cyanopterus) est un poisson téléostéen de la famille des Solenostomidae. 

## Description et caractéristiques
C'est un petit solénostome aux nageoires étalées comme des ailes. Il mesure environ 12 cm, voire jusqu'à 16 cm. C'est un poisson benthique qui se nourrit de petits crustacés. 

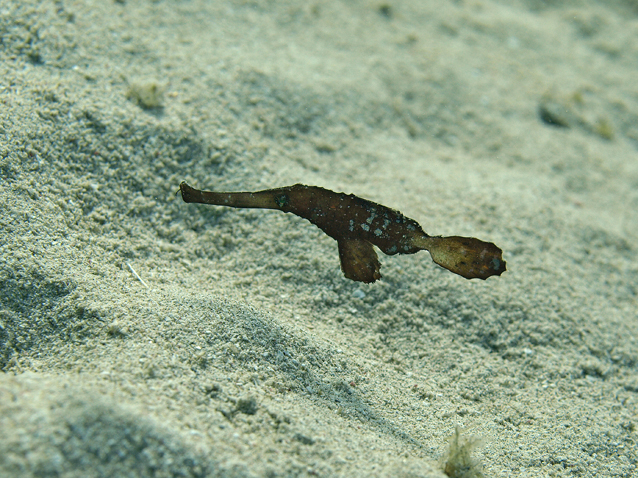
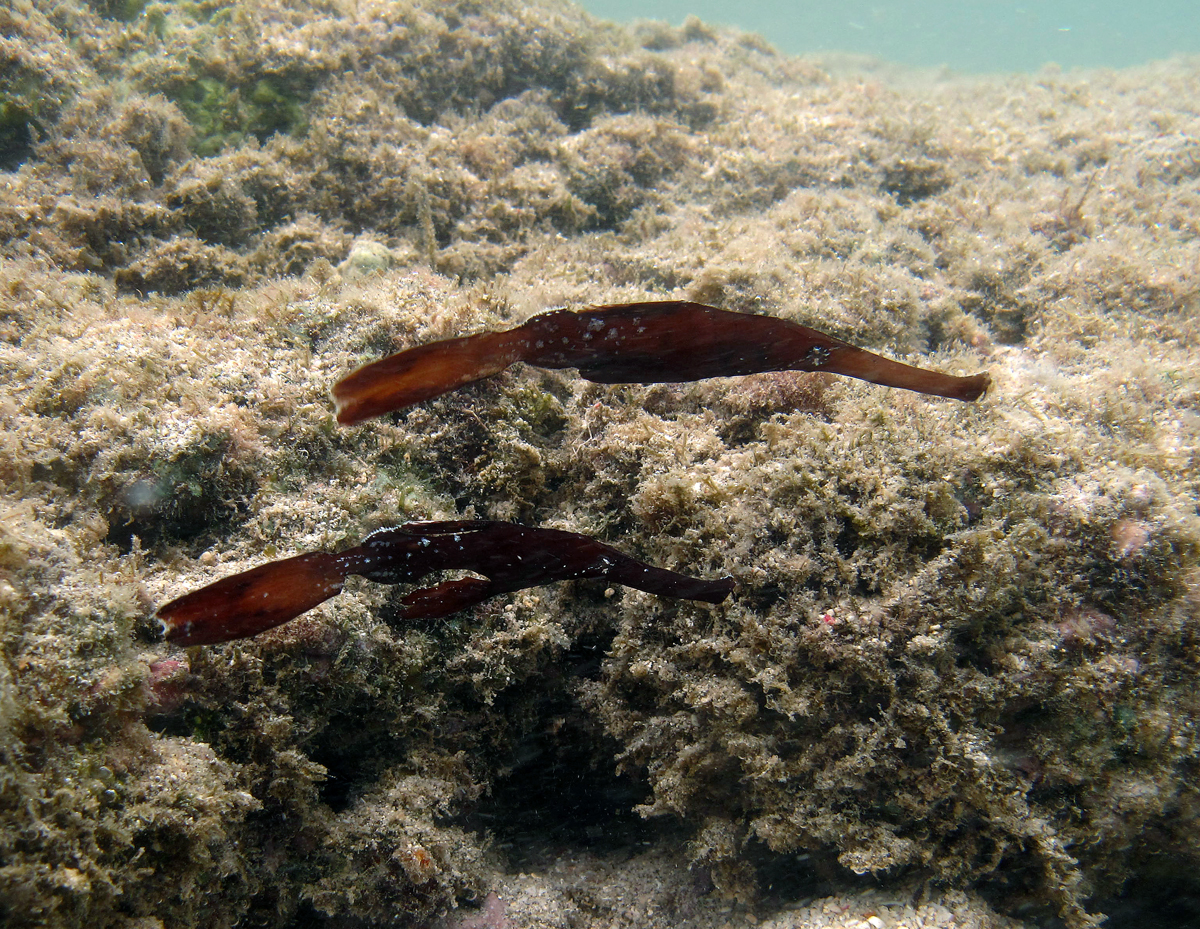
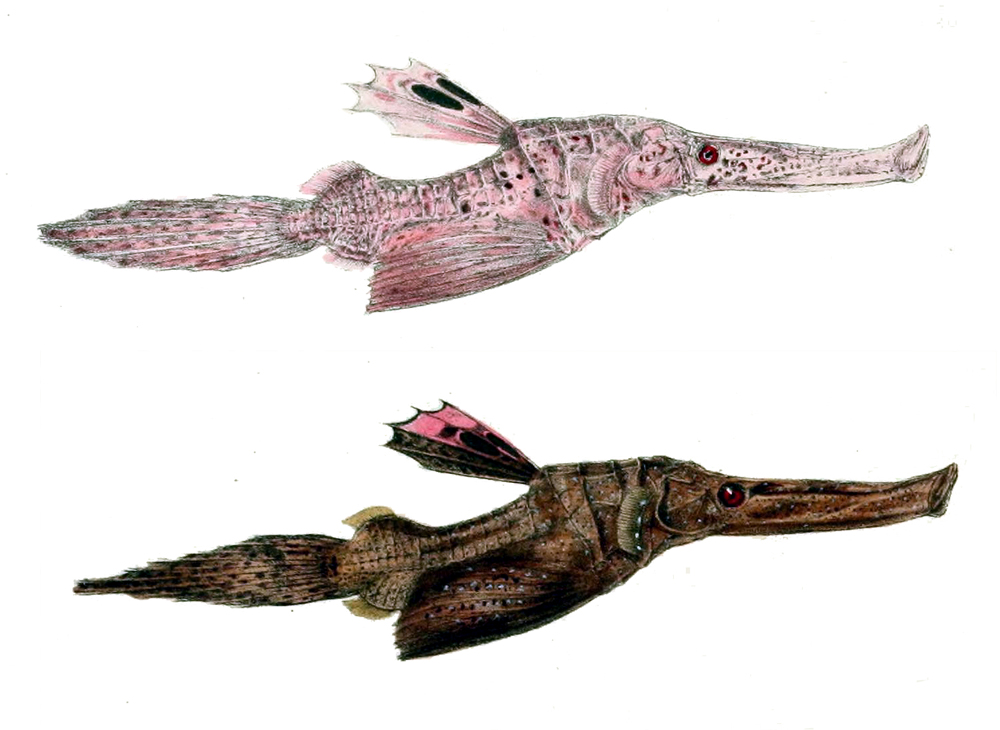

## Habitat et répartition
On le retrouve dans l'Indo-Pacifique, dans la mer Rouge, au sud de l'Australie, au Japon, en Afrique de l'est et dans les îles  Fidji. 
On le rencontre principalement à une profondeur maximum de 25 m.